# St. Bonifatius (Dürwiß)

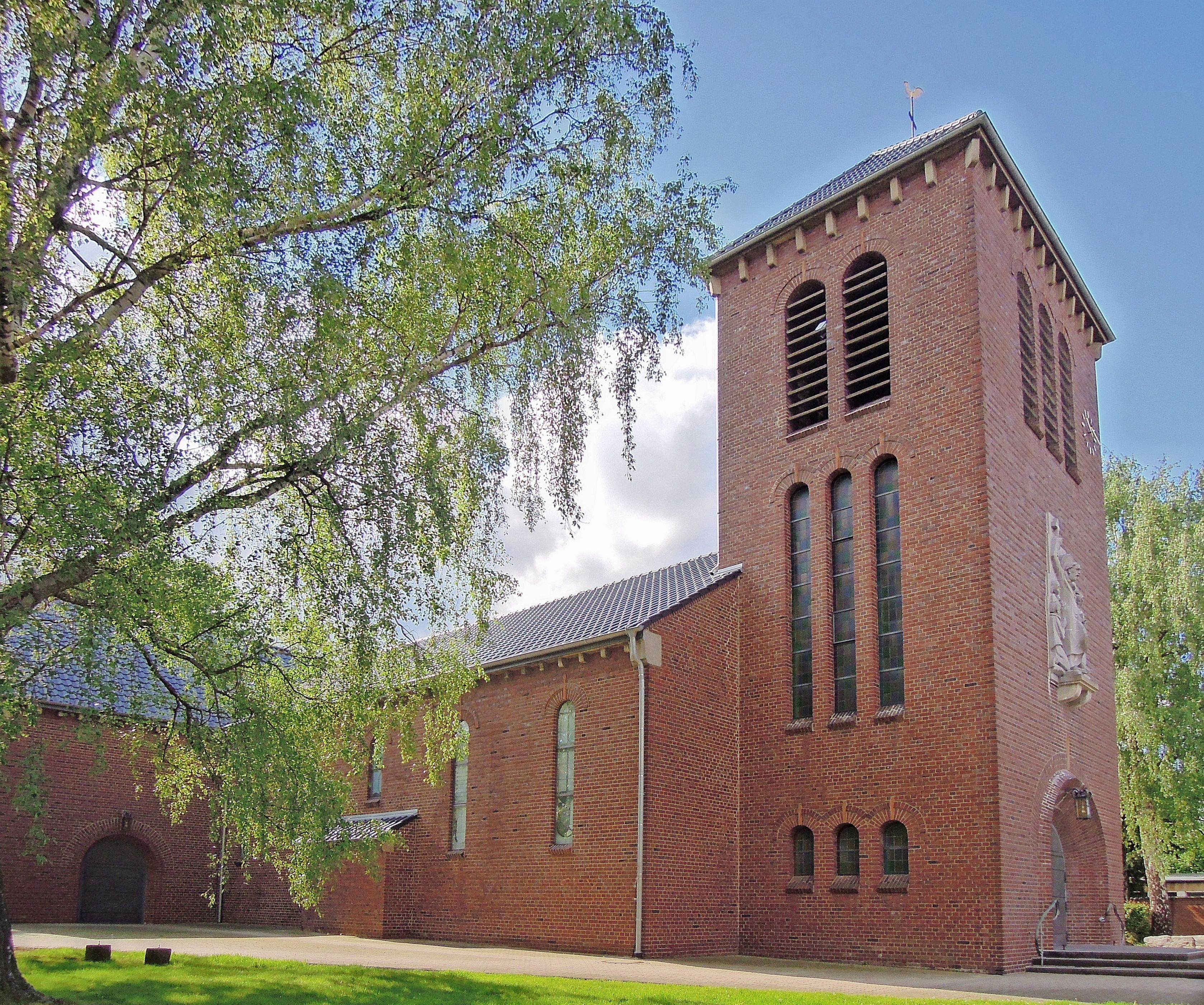
Kirche St. Bonifatius

Die katholische Pfarrkirche St. Bonifatius liegt im Eschweiler Stadtteil Dürwiß in der nordrhein-westfälischen Städteregion Aachen.

## Geschichte
Die Aachen-Frankfurter Heerstraße, die von Hehlrath kommend über Dürwiß weiter nach Weisweiler und Düren bestand im 9. Jahrhundert. An dieser Straße befand sich ein Gasthaus mit einer Kapelle, die bis zum Jahre 1694 der Eschweiler Pfarrkirche unterstanden hat. Neben dieser Gasthauskapelle besaß Dürwiß noch die Kapelle des „Broicher Hofes“, die dann durch Aus- und Umbau zur Pfarrkirche erweitert wurde und im Jahre 1449 urkundlich zum ersten Mal genannt wird.
Nachdem um 1600 der Turm neu errichtet worden war, erhielt sie ein halbes Jahrhundert später ihren „Pfarrbrief“, und die Lostrennung von der Mutterkirche in Eschweiler erfolgte. Dann folgten je nach dem steten Anwachsen der Bevölkerung Vergrößerungen und Umbauten an der Pfarrkirche. So stand dieses Gotteshaus bis zum November 1944. Das wohl reichste Kunstwerk war die barocke Orgel aus dem 17. Jahrhundert, welche ebenfalls bei der Zerstörung mit unterging.
Am 20. August 1949 wurde der Grundstein zur neuen Bonifatius-Kirche gelegt. Nach den Plänen des Aachener Architekten Dipl.-Ing. Hubert Hermann wurde die neue Kirche gebaut. 1980 wurde der gesamte Altarraum den Erfordernissen eines zeitnahen Gottesdienstes angepasst und ganz umgestaltet. 1988 waren Restaurierungsmaßnahmen größeren Umfangs notwendig geworden. Durch die neue farbige Gestaltung des Innenraums hat die Pfarrkirche einen freundlich-festlichen Charakter bekommen.
2006 wurden erhebliche Schäden am Dachstuhl bemerkt, woraufhin die Kirche sofort geschlossen wurde. Ursache war Materialermüdung, da unmittelbar nach dem Zweiten Weltkrieg keine qualitativ hochwertigen Baustoffe zur Verfügung standen. Das Errichten eines Stützgerüstes sicherte den weiteren Gottesdienstbetrieb vor allem zu Weihnachten. Im Frühjahr 2007 wurde die Kirche für weitere Sanierungsmaßnahmen erneut geschlossen. Das Dach wurde erneuert, wobei auf einen neuen Dachboden verzichtet wurde, das Innere der Kirche ist umgestaltet worden; Altar und Ambo wurden ausgetauscht, wobei die Reliquien nun unter dem Altar im Boden eingelassen sind. Währenddessen wurden die Gottesdienste im Bonifatius-Forum, dem Gemeindesaal, gefeiert. Ostern 2008 fand die Wiedereröffnung der Pfarrkirche statt, seitdem findet sich unter dem Grundstein ein Zusatz mit der Aufschrift 2008.
Die Pfarrgemeinde St. Bonifatius betreibt seit Ende 2017 eine eigene Internetseite:
Zu St. Bonifatius gehört die St.-Sebastianus-Schützenbruderschaft.